# BK Strakonice
BK Strakonice (celým názvem: Basketbalový klub Strakonice) je český ženský basketbalový klub, který sídlí ve Strakonicích v Jihočeském kraji. První basketbalový oddíl ve městě byl založen v roce 1939 původně jako součást Sportovního klubu Strakonice. Ženská družstva byla v klubu založena později. V roce 2008 došlo k rozkolu mezi mužskou a ženskou částí klubu, která vyvrcholila odchodem mužských a chlapeckých oddílů do SK Basketbal Strakonice. Od této doby je původní klub zaměřen čistě na ženská a dívčí družstva. Od sezóny 1993 působí v české nejvyšší basketbalové soutěži žen, známé pod názvem Ženská basketbalová liga. Klubové barvy jsou modrá a bílá.
V sezóně 2022/23 prohrál zápas o udržení v extralize a sestoupil tak po 30 letech do 1. ligy.
Své domácí zápasy odehrává v STARZ aréně s kapacitou 580 diváků.

## Historické názvy
Zdroj:
- 1939 – SK Strakonice (Sportovní klub Strakonice)
- 1950 – TJ Spartak Strakonice (Tělovýchovná jednota Spartak Strakonice)
- TJ ČZ Strakonice (Tělovýchovná jednota České zbrojovky Strakonice)
- 1993 – BK ČZ Strakonice (Basketbalový klub České zbrojovky Strakonice)
- 2000 – BK ČZ MUS Strakonice (Basketbalový klub České zbrojovky Mostecká uhelná společnost Strakonice)
- 2003 – BK MUS ABplus Strakonice (Basketbalový klub Mostecká uhelná společnost ABplus Strakonice)
- 2004 – BK Appian ABplus Strakonice (Basketbalový klub Appian ABplus Strakonice)
- 2005 – BK Czech Coal Aldast Strakonice (Basketbalový klub Czech Coal Aldast Strakonice)
- 2014 – BK Strakonice (Basketbalový klub Strakonice)

## Soupiska sezóny 2022/2023
| Číslo | Stát  | Hráčka              | Ročník | Výška  |
| ----- | ----- | ------------------- | ------ | ------ |
| 0     | Česko | Michaela Pitrová    | 2000   | 186 cm |
| 1     | Česko | Natálie Horsáková   | 2001   | 184 cm |
| 3     | Česko | Julie Laubertová    | 2005   | 169 cm |
| 4     | Česko | Alžběta Matasová    | 2005   | 171 cm |
| 7     | Česko | Karolína Hauserová  | 2004   | 171 cm |
| 9     | Česko | Luisa Vydrová       | 2004   | 185 cm |
| 10    | Česko | Barbora Soukupová   | 2004   | 171 cm |
| 12    | Česko | Sára Iris Lišková   | 2004   | 175 cm |
| 13    | Česko | Adéla Junková       | 2004   | 181 cm |
| 15    | Česko | Anna Rosecká        | 2000   | 179 cm |
| 16    | Česko | Anita Štenclová     | 2004   | 182 cm |
| 16    | Česko | Kateřina Ebenhöhová | 2003   | 194 cm |
| 22    | Česko | Antonie Březinová   | 2005   | 174 cm |
| 22    | Česko | Karolína Půroková   | 2005   | 151 cm |
| 24    | Česko | Michaela Jánská     | 2003   | 164 cm |
| 28    | Česko | Julia Vydrová       | 2002   | 193 cm |
|       | Česko | Timotea Najbrtová   | 2004   | 180 cm |
|       | Česko | Nella Bernasová     | 2006   | 169 cm |
|       | Česko | Vendula Krausová    | 2005   | 183 cm |

## Umístění v jednotlivých sezonách
Zdroj:
Legenda: ZČ - základní část, červené podbarvení - sestup, zelené podbarvení - postup, fialové podbarvení - reorganizace, změna skupiny či soutěže
| Československo (1951 – 1993) |                                 |           |                 |           |                           |
| Sezóna                       | Název v ročníku                 | Úroveň    | Soutěž          | ZČ        | Play-off                  |
| 1951/52                      | Tesla Strakonice                | 1. úroveň | Mistrovství ČSR | 3. místo  |                           |
| ...                          |                                 |           |                 |           |                           |
| Česko (1993 –)               |                                 |           |                 |           |                           |
| Sezóna                       | Název v ročníku                 | Úroveň    | Soutěž          | ZČ        | Play-off                  |
| 1993                         | BK ČZ Strakonice                | 1. úroveň | 1. liga         | 5. místo  | Zápas o 5. místo (prohra) |
| 1993/94                      | BK ČZ Strakonice                | 1. úroveň | 1. liga         | ?. místo  | Čtvrtfinále               |
| 1994/95                      | BK ČZ Strakonice                | 1. úroveň | 1. liga         | ?. místo  | Čtvrtfinále               |
| 1995/96                      | BK ČZ Strakonice                | 1. úroveň | 1. liga         | ?. místo  | Čtvrtfinále               |
| 1996/97                      | BK ČZ Strakonice                | 1. úroveň | 1. liga         | ?. místo  | Zápas o 3. místo (prohra) |
| 1997/98                      | BK ČZ Strakonice                | 1. úroveň | 1. liga         | 8. místo  |                           |
| 1998/99                      | BK ČZ Strakonice                | 1. úroveň | 1. liga         | 10. místo | Play-out (3. místo)       |
| 1999/00                      | BK ČZ Strakonice                | 1. úroveň | 1. liga         | 7. místo  | Čtvrtfinále               |
| 2000/01                      | BK ČZ MUS Strakonice            | 1. úroveň | 1. liga         | 5. místo  | Čtvrtfinále               |
| 2001/02                      | BK ČZ MUS Strakonice            | 1. úroveň | 1. liga         | 5. místo  | Čtvrtfinále               |
| 2002/03                      | BK ČZ MUS Strakonice            | 1. úroveň | 1. liga         | 4. místo  | Zápas o 5. místo (výhra)  |
| 2003/04                      | BK MUS ABplus Strakonice        | 1. úroveň | 1. liga         | 6. místo  | Zápas o 3. místo (prohra) |
| 2004/05                      | BK Appian ABplus Strakonice     | 1. úroveň | 1. liga         | 7. místo  | Čtvrtfinále               |
| 2005/06                      | BK Czech Coal Aldast Strakonice | 1. úroveň | ŽBL             | 9. místo  | Zápas o 9. místo (výhra)  |
| 2006/07                      | BK Czech Coal Aldast Strakonice | 1. úroveň | ŽBL             | 9. místo  | Zápas o 9. místo (výhra)  |
| 2007/08                      | BK Czech Coal Aldast Strakonice | 1. úroveň | ŽBL             | 8. místo  | Čtvrtfinále               |
| 2008/09                      | BK Czech Coal Aldast Strakonice | 1. úroveň | ŽBL             | 5. místo  | Zápas o 5. místo (výhra)  |
| 2009/10                      | BK Czech Coal Aldast Strakonice | 1. úroveň | ŽBL             | 7. místo  | Zápas o 7. místo (prohra) |
| 2010/11                      | BK Czech Coal Aldast Strakonice | 1. úroveň | ŽBL             | 6. místo  | Zápas o 3. místo (výhra)  |
| 2011/12                      | BK Czech Coal Aldast Strakonice | 1. úroveň | ŽBL             | 9. místo  |                           |
| 2012/13                      | BK Czech Coal Aldast Strakonice | 1. úroveň | ŽBL             | 10. místo |                           |
| 2013/14                      | BK Czech Coal Aldast Strakonice | 1. úroveň | ŽBL             | 10. místo |                           |
| 2014/15                      | BK Strakonice                   | 1. úroveň | ŽBL             | 9. místo  | Play-out (1. místo)       |
| 2015/16                      | BK Strakonice (U19 Chance)      | 1. úroveň | ŽBL             | 12. místo | Play-out (4. místo)       |
| 2016/17                      | BK Strakonice (U19 Chance)      | 1. úroveň | ŽBL             | 11. místo | Play-out (4. místo)       |
| 2017/18                      | BK Strakonice (U19 Chance)      | 1. úroveň | ŽBL             | 10. místo | Play-out (2. místo)       |
| 2018/19                      | BK Strakonice (U19 Chance)      | 1. úroveň | ŽBL             | 11. místo | Play-out (3. místo)       |
| 2019/20                      | BK Strakonice (U19 Chance)      | 1. úroveň | ŽBL             | 10. místo | nedohráno - covid 19      |
| 2020/21                      | BK Strakonice (U19 Chance)      | 1. úroveň | ŽBL             | 10. místo | Zápas o 9. místo (prohra) |
| 2021/22                      | BK Strakonice (U19 Chance)      | 1. úroveň | ŽBL             | 10. místo | Zápas o 9. místo (prohra) |
| 2022/23                      | BK Strakonice (U19 Chance)      | 1. úroveň | ŽBL             | 10. místo | Zápas o 9. místo (prohra) |
| 2023/24                      | BK Strakonice                   | 2. úroveň | 1. liga         |           |                           |

## Účast v mezinárodních pohárech
Zdroj:
| Výkonnostní úrovně                                                              |
| superpohár – Superpohár v basketbalu žen                                        |
| 1. výkonnostní úroveň – Pohár mistrů evropských zemí, Euroliga v basketbalu žen |
| 2. výkonnostní úroveň – Pohár Ronchettiové, EuroCup v basketbalu žen            |

Legenda: EL - Euroliga v basketbalu žen, PMEZ - Pohár mistrů evropských zemí, EC - EuroCup v basketbalu žen, SP - Superpohár v basketbalu žen, PR - Pohár Ronchettiové
- PR 1996/97 – Základní skupina K (4. místo)
- PR 1997/98 – Předkolo